# Žasliai
Žasliai est un village situé dans l’apskritis de Kaunas, dans le centre de la Lituanie. Elle comptait 644 habitants en 2011.

## Histoire
Au milieu du XIXe siècle, le village compte une importante communauté juive de 650 membres. Au cours de la Seconde Guerre mondiale, en 1941, les habitants juifs sont assassinés lors d'exécutions de masse perpétrées par les Einsatzgruppen.
Les juifs des villages voisins de Semeliškės et Vievis sont également tués dans ce massacre qui fait 962 victimes.